# Sam Rivers
 Der er for få eller ingen kildehenvisninger i denne artikel, hvilket er et problem. Du kan hjælpe ved at angive troværdige kilder til de påstande, som fremføres i artiklen.

Samuel Carthorne "Sam" Rivers (25. september 1923 i El Reno, Oklahoma USA – 26. december 2011) var en amerikansk saxofonist, fløjtenist, basklarinetist og komponist.
Rivers kom frem i Tony Williams' grupper. Spillede herefter med Miles Davis i en kort periode.
Skrev så en kontrakt med pladeselskabet Blue Note Records i begyndelsen af 1960´erne, og indspillede en striber plader f.eks. Fuchsia Swing Song.
Rivers har også indspillet med bl.a. Herbie Hancock, Larry Young og Andrew Hill.
Han hører stilistisk til i avantgarde jazzen.

## Udvalgt Diskografi

### I eget navn
- Fuchsia Swing Song
- Contours
- A New Conception
- Dimensions and Extensions
- Streams
- Hues
- Crystals
- Sizzle

### Som Sideman
- Lifetime- Tony Williams
- Spring – Tony Williams
- Miles in Tokyo – Miles Davis
- Into Something – Larry young
- Change – Andrew Hill